# Dianetika
A dianetika L. Ron Hubbard által az 1940-es években kidolgozott módszer, mely szerinte „az emberi elme működésének tudománya”. A tudományos világ által el nem ismert, széles körben vitatott módszer, segítségével Hubbard állítása szerint legyőzhetőek a nemkívánatos érzések, irracionális félelmek és pszichoszomatikus betegségek. A szcientológia egyház vallási gyakorlatának része.

## Leírása
A dianetika a görög „dia” (keresztül) és „nous” (ész) szavakból ered, és körülbelül azt jelenti, hogy „amit a lélek a testtel tesz”.

### Történet
L. Ron Hubbard a Szcientológia Egyház hivatalos álláspontja szerint az 1930-as évek elejétől vizsgálta a különféle embercsoportokat és az élet egészét. Ezzel szemben fia vallomása szerint azonban kutatásnak nevezhető tevékenységet nem folytatott (lásd: Interjú Archiválva 2012. május 15-i dátummal a Wayback Machine-ben). Az a benyomás alakult ki benne, hogy az élet alapvető mozgatórugója a túlélés. Ez azonban szerinte nem csupán egy területre terjed ki, ahogy azt más nézetek állították, hanem négy területen valósul meg: az egyén, a partnerkapcsolata, illetve családja (a szexualitás is ide tartozik), csoportja és az egész emberiség túlélése által, amelyeknek az optimális túlélés érdekében egymással harmóniában kell állniuk.
Az elmélet kidolgozója szerint a dianetika létrehozását a következő probléma inspirálta:
„Mit kell tartalmaznia az elme tudományának?
1. Választ kell adnia arra a kérdésre, hogy mi a gondolkodás célja.
2. Rá kell mutatnia minden elmebaj, pszichózis, neurózis, kényszer, elfojtás és társadalmi zavar okára.
3. Mindig érvényes tudományos magyarázatot kell adnia az emberi elme alaptermészetéről és működéséről.
4. Technikákat kell kidolgoznia, az alkalmazás szakmáját, amellyel a felfedezett egyetlen okot minden esetben meg lehet szüntetni (kivéve természetesen a rendellenesen fejlődött, károsult, vagy patologikusan sérült agyat és idegrendszert, s különösen az iatrogén – azaz az orvosok által okozott – pszichózist, amely magában foglalja az élő agy megkárosítását is).
5. Módszert kell adnia az elmezavarok megelőzésére.
6. Rá kell mutatnia minden pszichoszomatikus betegség okára és gyógymódjára, mivel ezek – többek szerint – az ismert emberi betegségek 70%-át teszik ki.”

(L. Ron Hubbard: Dianetika: A mentális egészség modern tudománya)
Ennek a definíciónak szerinte az akkor létező ismert tudományok egyike sem felelt meg, a dianetika viszont igen.
Legelső, dianetikáról szóló népszerűsítő könyve a Dianetika: A mentális egészség modern tudománya című munkája (1950), amelyet azután számos egyéb könyv követett, például A túlélés tudománya, A Dianetika 55, amelyek magyarul is megjelentek. A dianetika rendszerét Hubbard később beépítette a szintén általa kezdeményezett szcientológia gyakorlatába is.

### Dianetika: A mentális egészség modern tudományacímű könyvről
A Will Durantnek ajánlott könyv célja részletes leírást adni az elme működésről, annak anatómiai struktúrájától függetlenül.
Tárgyalása szerint az elmének két része van: az inger-reakció mechanizmuson alapuló „reaktív elme” és az „analitikus elme”. A reaktív elme azonosságokban „gondolkodik”, azaz egyértékű logikája van. Ezt a szervezet vészhelyzetekben használja, ekkor az illető tudatossági szintje lecsökken. Az analitikus elme ezzel szemben különbségekben gondolkodik.
Az elme működésének leírásán kívül a könyv tartalmaz egy módszert is, amellyel alkotója szerint módunk nyílik rá, hogy a reaktív elme hatását a gondolkodásunkra, érzelmeinkre korlátozzuk, illetve megszüntessük, ezáltal növelve az analitikus elme működésének tisztaságát.
L.Ron Hubbard 1950. szeptember 23-án előadásában elmondja, hogy „már hónapok óta tesztelik” a dianetikát. A „Hitelesítési projekt” pszichometriai adatai 7-től 10 napig terjedő auditálásokat értékeltek, 80 személyen. Tíz nap alatt az érintett személyek IQ szintje 2 és 26 pont közötti értéket ugrott. Ezeket a teszteket Gordon Southon, okleveles pszichometrikus készítette és Dr. Ibanez felügyelte, aki Freudnál tanult és a Sorbonne-on szerzett diplomát. Ezek az emberek és intézmények, mint például a Columbia Egyetem vagy a Nemzeti Rorschach Intézet elhatározták, hogy olyan nehézsúlyú hitelesítést adnak, amihez vita nem fér.

### A szcientológia kezdetei
L. Ron Hubbardot 1950 őszétől – miután a dianetika technikáit használó személyek tömegesen kezdtek előző életekbeli tapasztalatokról, emlékekről beszámolni, valamint mivel ugyancsak tömegesen léptek ki a testükből és számoltak be testen kívüli érzékelésről a dianetika használata közben vagy után – az a kérdés kezdte foglalkoztatni, hogy „ki használja” az elmét.
Végül arra a következtetésre jutott, hogy az ember személyisége egy öntudattal rendelkező tudatossági egység, egy szellemi létező, maga a szellemi lény. Tevékenységének fő irányvonala ezután átkerült a vallás területére, mivel az embert és az életet szerinte csak a vallás tárgyalja megfelelő módon, azaz szellemi megközelítéssel.
Ebben az értelemben a dianetikát a szcientológia előfutárának tekinthetjük.

## Kritikák
A dianetika megítélése ellentmondásos és általában csak a szcientológusok fogadják el, akik többsége szerint a dianetika technikái bár hatásosak, de a szcientológia technikák hatékonyabbak náluk.
A dianetika módszerét eredetileg az egyes pszichoszomatikus betegségek gyógyításának technikájaként hirdették, azonban a dianetika követői később visszavonták minden az egészségügyi előnyeire vonatkozó pozitív állításukat amiatt, hogy elkerüljék a szigorú egészségügyi jogi szabályozást.

### Támogatói
- Dianetika
- Dianetika Videógaléria (videó)
- Mi a Dianetika?
- Szcientológia Neked honlap Archiválva 2017. szeptember 9-i dátummal a Wayback Machine-ben
- szcientológia.lap.hu
- Szcientológia Információs Oldal
- Kik és miért ellenzik a Szcientológiát? Archiválva 2006. február 3-i dátummal a Wayback Machine-ben (A Szcientológia Egyház véleménye)

### Ellenzői
- A Dianetika könyv utólagos áttekintése
- A Xenu röpirat (Az Operation Clambake  rövid magyar lapja.)
- hun.vallas.szcientologia hírcsoport (Szcientológia pro és kontra)
- A szcientológiáról objektíven és szubjektíven